# Ajos Dimitrios (stacja metra)
Ajos Dimitrios (gr: Άγιος Δημήτριος) – stacja metra ateńskiego, na linii 2 (czerwonej). Została otwarta 5 czerwca 2004. Nazwa stacji pochodzi od gminy Ajos Dimitrios.